# El Molinón
El Molinón er et fodboldstadion i Gijón i Spanien, der er hjemmebane for La Liga-klubben Sporting Gijón. Stadionet har plads til 25.885 tilskuere, og alle pladser er siddepladser.

## Historie
El Molinón blev bygget i 1908, og blev blandt andet benyttet ved VM i fodbold 1982. Her blev stadionet skueplads for en af fodboldhistoriens største skandaler, en kamp mellem Østrig og Tyskland, der udviklede sig til en farce uden noget decideret spil, da 1-0 sejren til Tyskland sendte begge hold videre.